# Rudenture

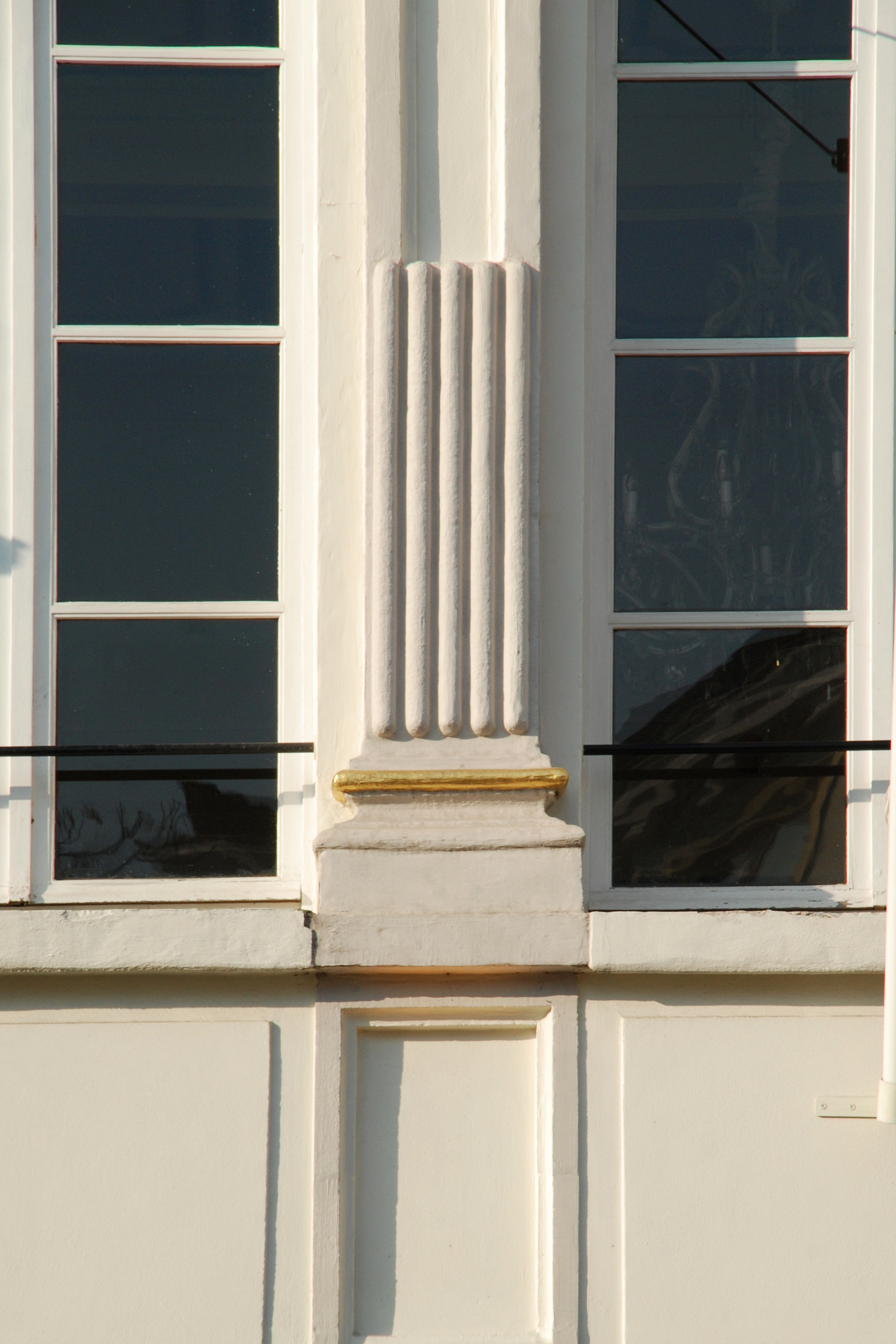
Rudentures ornant un pilastre de la Maison de la Lunette à Bruxelles.

En architecture, une rudenture est un motif ornemental en forme de bâton lisse ou sculpté dont on garnit les cannelures du fût d’une colonne ou d’un pilastre dans sa partie inférieure jusqu'au tiers de la hauteur,.